# 凯雷克泰莱基
凯雷克泰莱基，是匈牙利科马罗姆-埃斯泰尔戈姆州所辖的一个村。总面积29.46平方公里，总人口673，人口密度22.8人/平方公里（2011年1月1日）。